# Dzong

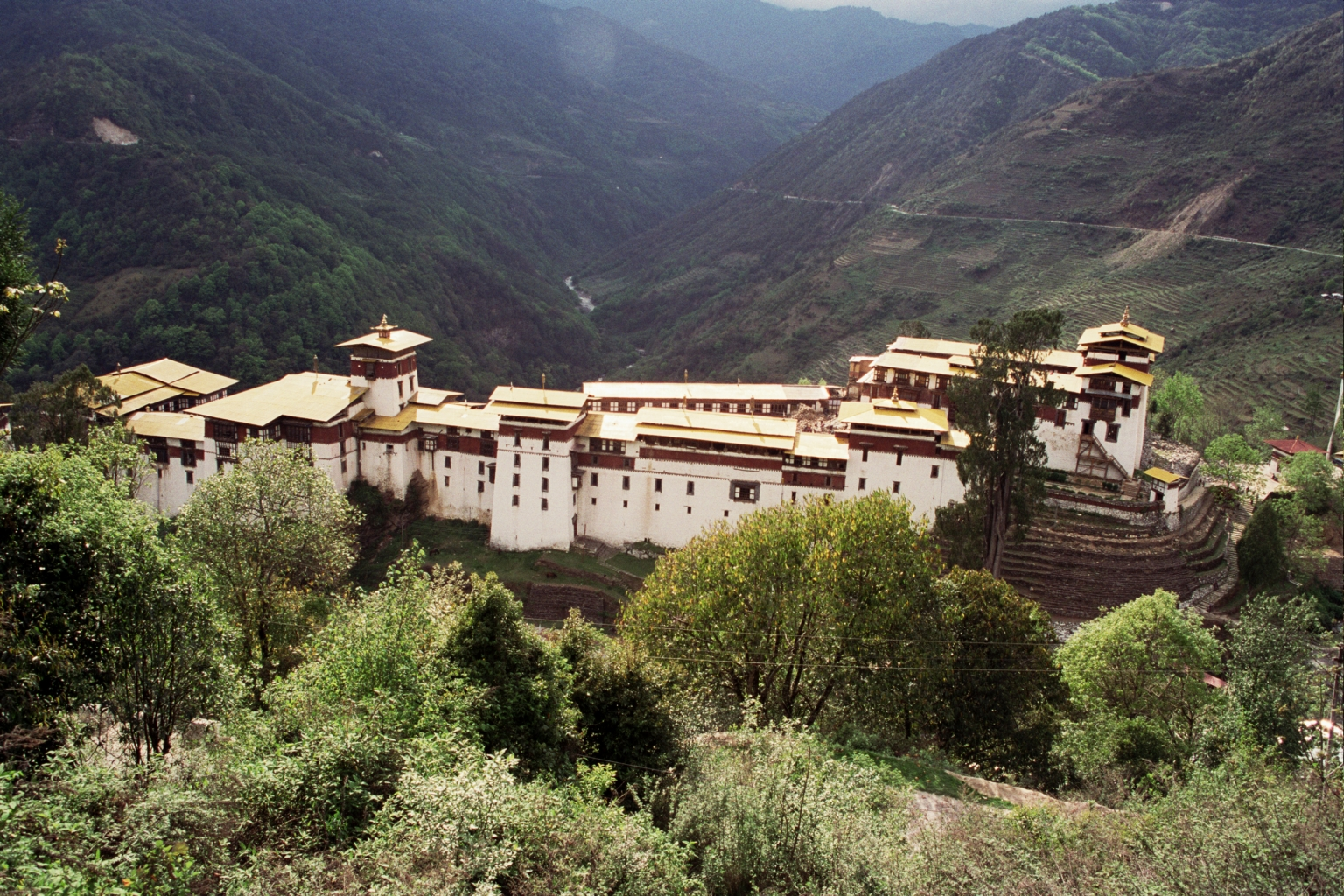
Trongsa Dzong

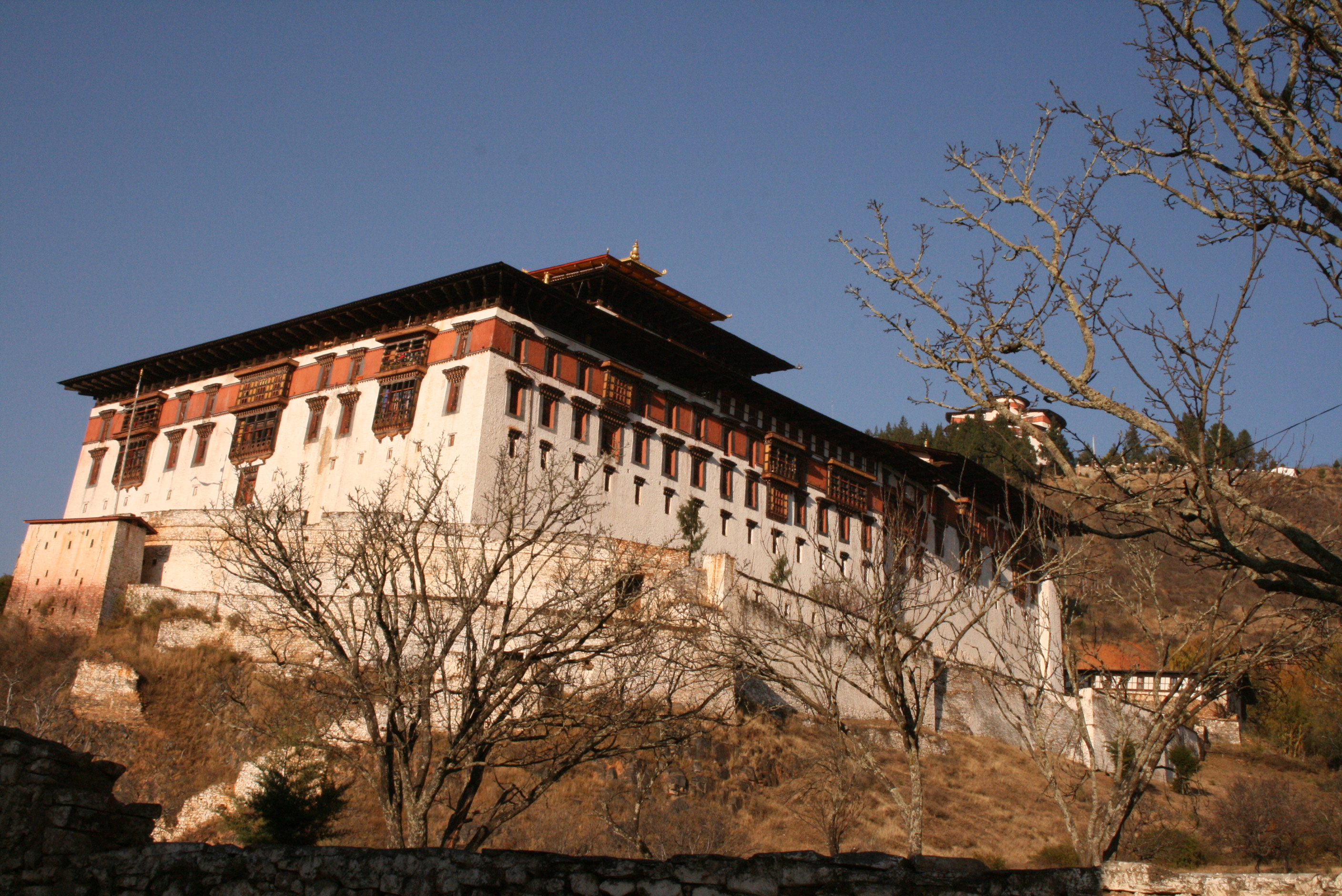
Rinpung Dzong w Paro

Dzong (z tybetańskiego: རྫོང་, transliteracja Wyliego rDzong) – specyficzny typ buddyjskiego klasztoru-twierdzy, który wykształcił się w szeregu dawnych królestw himalajskich. Ten typ architektury jest szczególnie często spotykany w Bhutanie. Jego charakterystyczną cechą są nachylone pod kątem masywne, wysokie mury, kryjące wewnątrz cały kompleks dziedzińców, świątyń, biur i dormitoriów dla mnichów. Pomieszczenia wewnętrzne są zazwyczaj bogato zdobione i pomalowane jaskrawymi kolorami.
Przed inwazją chińską na Tybet w 1951 roku terytorium Tybetu było podzielone na 53 jednostki administracyjne, zwane „dzongami”.
W tego typu klasztorach powstał literacki język, zapisywany pismem tybetańskim zwany dzongkha, dosłownie „język dzongów”, obecnie urzędowy język Bhutanu.